# Terra incognita

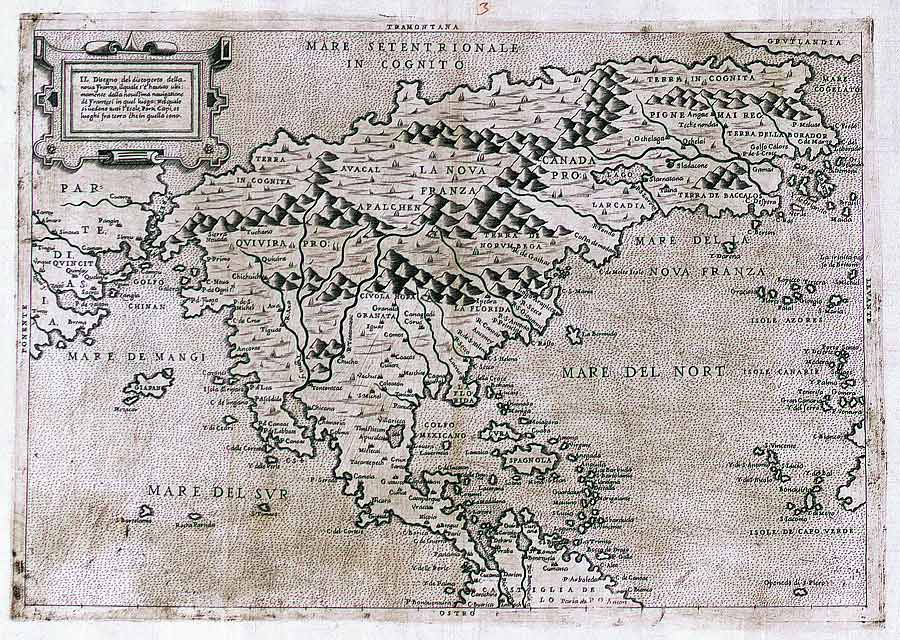
Mapa severní Ameriky z roku 1566 s italskými popisky Terra In Cognita a Mare In Cognito

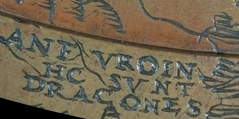
Nápis Hic sunt dracones na Hunt-Lenoxově globu

Terra incognita (v překladu do češtiny země neznámá) je latinský termín, který se používá při objevování neznámého území, které doposud nebylo zmapováno ani zdokumentováno. Legenda tvrdí, že kartografové označovali tato území označením „zde jsou draci“ (hic sunt dracones), případně „zde jsou lvi“ (hic sunt leones). Kartografové skutečně tvrdili, že v odlehlých koutech světa jsou fantastické obludy (včetně obřích hadů). Jako důkaz může sloužit přeživší mapa Hunt-Lenoxův Globus z kolekce New York Public Library, kde je doopravdy poznámka o dracích.
Terra incognita může také odkazovat na imaginární kontinent – Terra Australis.
Badatelé užívají tuto frázi jako metaforu pro pojmenování jakéhokoliv neprozkoumaného objektu výzkumu.